# Атвари
Атвари (бенг. অটওয়ারী, англ. Atwari) — город на севере Бангладеш, административный центр одноимённого подокруга. Площадь города равна 14,05 км². По данным переписи 2001 года, в городе проживало 8545 человек, из которых мужчины составляли 51,93 %, женщины — соответственно 48,07 %. Плотность населения равнялась 593 чел. на 1 км². Уровень грамотности населения составлял 50,2 % (при среднем по Бангладеш показателе 43,1 %).